# Gonodes albifissa
Gonodes albifissa là một loài bướm đêm trong họ Noctuidae.